# Nicholas Corozzo
Nicholas Corozzo (né le 17 mars 1940) est un mafioso italo-américain. Poulain du sottocapo Danny Marino, semble être le chef actuel de la famille Gambino depuis sa sortie de prison le 10 juillet 2004, bien qu'il doive faire profil bas depuis sa libération. Il semblerait que jusqu'en 2005, la famille a été menée par John "Jacky Nose" D'Amico, selon l'analyse du journaliste spécialiste de la mafia Jerry Capeci[réf. souhaitée]. Corozzo semblerait avoir repris sa place de Caporegime en dépit de ses problèmes de santé et de ses restrictions de mouvement dus à sa liberté conditionnelle. Selon un nouvel article en 2006, D'Amico et Corozzo seraient les nouveaux parrains de la Famille Gambino depuis 2005, avec Arnold "Zeke" Squitieri comme sous-boss et le frère de Corozzo, Joseph, comme le Consigliere des Gambino.
En 2008, il est visé par l'opération « Old Bridge » ; il est depuis incarcéré, condamné à treize ans et demi de prison. Il devrait être relâché en 2022.